# Herissantia nemoralis
Herissantia nemoralis är en malvaväxtart som först beskrevs av A. St.-hil., Juss. och Cambess., och fick sitt nu gällande namn av Briz.. Herissantia nemoralis ingår i släktet Herissantia och familjen malvaväxter. Inga underarter finns listade i Catalogue of Life.